# 러시아의 애국자들

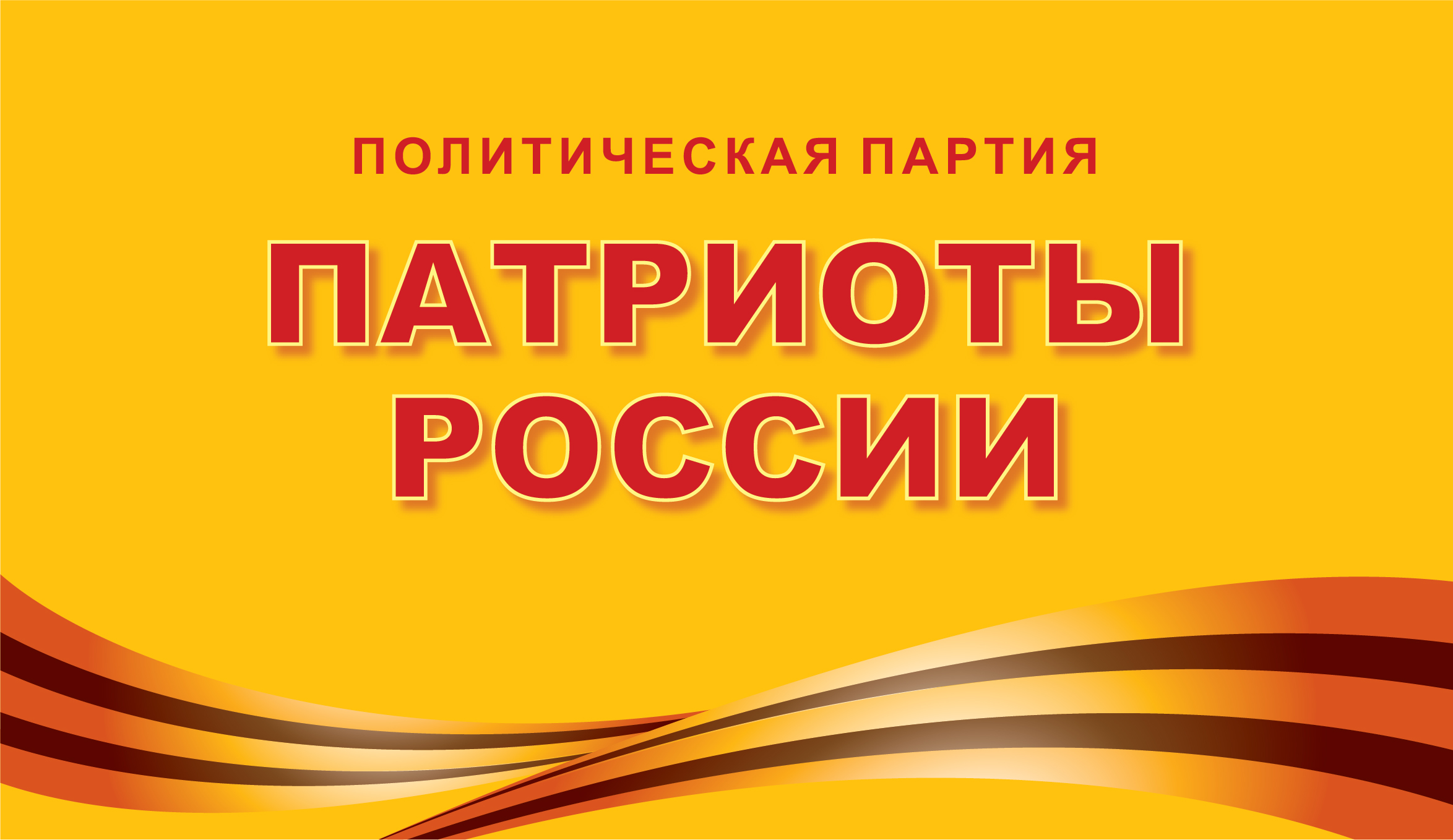

러시아의 애국자들(Patriots of Russia)은 러시아의 좌파민족주의 정당이다. 2005년 러시아 연방 공산당 내 권력투쟁에서 밀려난 겐나디 세미긴이 창당한 정당이며, 외교부분에선 러시아 연방 공산당과 거의 유사한 부분이 많지만 공산당처럼 소련으로의 회귀를 바라지는 않는다.
2021년 2월 22일 공정 러시아와 진실을 위하여와 신설 합당했다.